# Downeaster
Le Downeaster est le nom d'un train régional géré par la Northern New England Passenger Rail Authority (NNERPRA) et opéré par Amtrak, circulant sur un parcours long de 233 km reliant la ville de Boston à Brunswick dans le Maine via dix arrêts intermédiaires. Il y a cinq allers-retours par jour.
Durant l'année 2018, le Downeaster a transporté 551 038 passagers et a généré 10,2 millions de dollars.

## Histoire

### Services antérieurs
Le Downeaster suit l'itinéraire historiquement utilisé par les trains Pine Tree et Flying Yankee qui voyageaient de Bangor à Boston et étaient exploités conjointement par la Boston & Maine Railroad et la Maine Central Railroad. Toutes les opérations passagers entre Portland et Boston ont cessé en 1965.

### Reprise du service
À la demande pressante du Congrès du Maine, Amtrak a estimé en 1990 le coût de la création d'un service ferroviaire voyageurs à environ 50 millions de dollars : 30 millions de dollars pour l'amélioration des infrastructures et 20 millions de dollars supplémentaires pour l'achat de l'équipement. L'année suivante, Amtrak a accepté de fournir l'équipement sans frais à l'État du Maine. Plus tôt dans la même année, l'État du Maine a adopté son premier projet de loi à l'initiative des citoyens, le «Passenger Rail Service Act», qui a été approuvé par le Maine Departement Of Treansportation (Maine DOT) et signé par le gouverneur. En 1992, les électeurs du Maine ont approuvé un emprunt ferroviaire de 5,4 millions de dollars pour l'amélioration de l'emprise et 60 000 $ ont été accordés au Maine DOT pour la conception d'un terminal intermodal à Portland. Plus tard, la même année, le Congrès a approuvé 25,5 millions de dollars pour des améliorations supplémentaires des infrastructures, et 1993 a vu un financement supplémentaire de 9,5 millions de dollars en améliorations de la voie. À la fin de l'année 1994, les crédits totaux pour les infrastructures avaient atteint 38,6 millions de dollars. En 1995, Angus King, alors gouverneur et le commissaire aux transports John Melrose ont ordonné la création d'une autorité ferroviaire voyageurs; TrainRiders/Northeast, dirigée par le président Wayne Davis,.

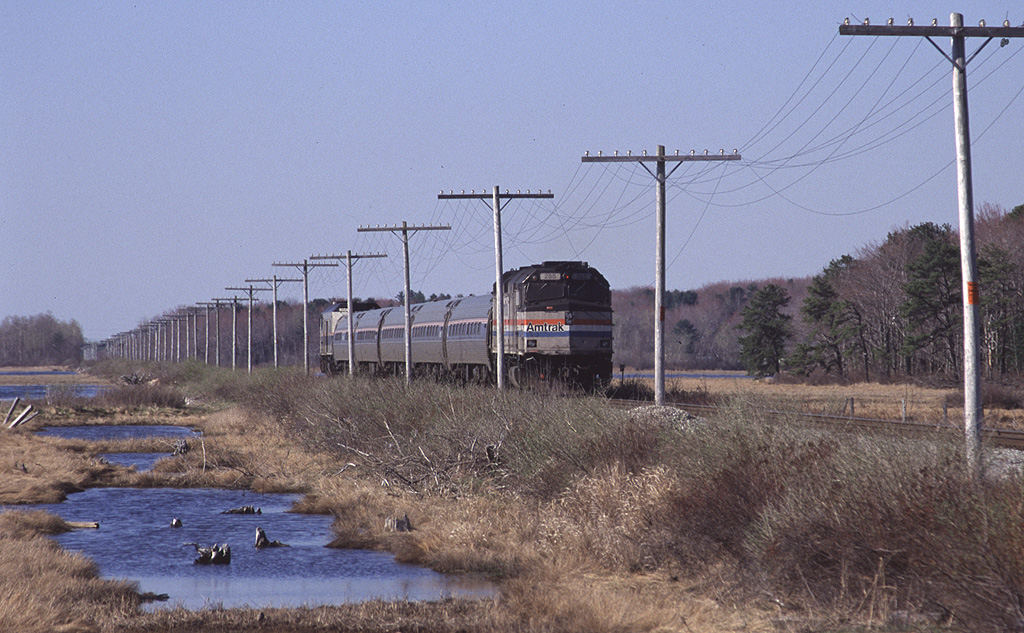
Le Downeaster en mars 2002

Le service devait initialement commencer dans les années 1990. Les négociations entre NNEPRA, Amtrak et Guilford Industries (désormais Pan Am Railways) ont commencé en 1996, mais ont échoué à cause de nombreux points de divergence, y compris le poids de l'équipement et les limites de vitesse. En décembre 1998, une limite de vitesse de 130 km/h a été convenue. L'année suivante, le Federal Surface Transportation Board a approuvé une limite de vitesse de 127 km/h. La plupart des améliorations apportées aux infrastructures ont été achevées en 2000, mais l'année suivante, le démarrage a de nouveau été retardé lorsque Guilford industries a refusé de permettre à Amtrak de tester les voies ou de faire circuler des trains à une vitesse supérieure à 95 km/h. Le Downeaster a commencé son service le 15 décembre 2001.

### Améliorations des services
En août 2007, les vitesses de pointe ont été augmentées passant de 97 km/h à 127 km/h, permettant de réduire le temps de trajet entre Portland et Boston de 20 minutes. La première augmentation du nombre de trajets du Downeaster a eu lieu au même moment, lorsque les améliorations ont permis de passer de quatre à cinq allers-retours quotidiens de Portland à Boston. Amtrak projette d'opérer finalement un ou deux allers-retours supplémentaires entre Portland et Boston (six ou sept allers-retours quotidiens). En 2009, NNEPRA a demandé en vain des fonds fédéraux pour augmenter la vitesse des trains de manière suffisante pour réduire de 10 à 12 minutes le temps de trajet et pour augmenter le nombre d'allers-retours quotidiens de cinq à sept.
En 2011, le Downeaster fut le premier train Amtrak à offrir un service Wi-Fi gratuit et un service de billetterie électronique.
En mai 2014, la NNEPRA a accepté d'ajouter un arrêt à Kennebunk, dans le Maine.  Comme pour la station d'Old Orchard Beach, cela aurait été un arrêt saisonnier, ouvert d'avril à octobre. Les plans initiaux prévoyaient la construction d'une gare temporaire en 2016, qui serait utilisée le temps de construire une halte permanente pour un coût de 1,1 million de dollars dont 300 000 $ financé par la ville et 800 000 $ financé par l'État. Le tout pour une fin de travaux prévue pour 2017 ou 2018. Une partie de l'ancien bâtiment du dépôt de Boston et du Maine, utilisée pour le service aux passagers de 1873 à 1965, devait être louée pour servir de salle d'attente,.  Le 9 octobre 2018, le conseil municipal de Kennebunk a annulé le projet en raison de préoccupations concernant la pertinence du site.
Les responsables de la NNEPRA étudient la possibilité de déplacer la station de Portland. Le centre de transport de Portland est situé sur une ligne secondaire, ce qui ajoute 15 minutes au temps de trajet des trains et ceux dans les deux sens de circulation. Les autres problèmes liés à la station actuelle comprennent un parc de stationnement jugé trop petit et son emplacement. Le cahier des charges lié au nouvel emplacement de la gare comprend le fait d'être sur la ligne principale, un accès facile des véhicules et piétons et la proximité du centre-ville.

### L'extension à Brunswick

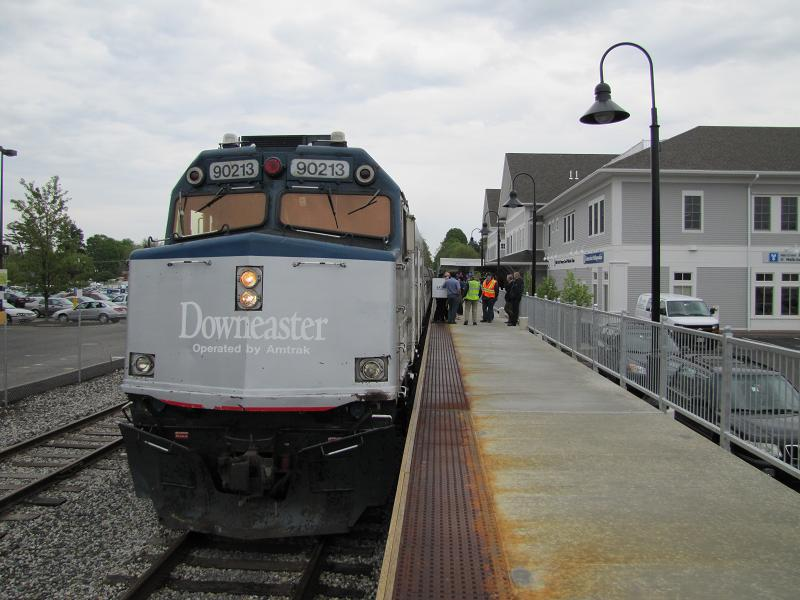
Un train spécial à Brunswick en juin 2012 avant l'ouverture du prolongement

Le service étendu à Brunswick devait initialement commencer cinq ans après le lancement du Downeaster en 2001 mais il fut retardé à cause de plusieurs obstacles et notamment un manque de financement. L'emplacement pour la future station de Brunswick-Maine Street qui accueillerait en plus de la gare, des magasins, une auberge et des bureaux a été dévoilé en octobre 2008. En janvier 2010, la NNEPRA a reçu une subvention de 35 millions de dollars de l'American Recovery and Reinvestment Act de 2009 pour l'amélioration de la voie et des signaux entre Portland et Brunswick. La Pan Am Railways a commencé à effectuer les travaux sur les voies à partir de l'été 2010. Les gares de Brunswick-Maine Street et de Freeport ont été terminées le 14 mai 2012. Le service a commencé le 1er novembre 2012 avec deux allers-retours journalier entre Brunswick et Boston.
L'extension à Brunswick a conduit à la construction d'un centre de maintenance près de la ville, juste à l'ouest de la gare où les trains pourraient être stockés à l'intérieur au lieu des garages extérieurs présent à Portland. L'installation a ouvert ses portes en novembre 2016, permettant un troisième voyage quotidien entre Brunswick et Boston,. La NNEPRA a annoncé les plans pour l'installation en 2013, avec la phase construction prévue pour durer entre l'été 2013 jusqu'à la fin de 2014,  mais l'opposition locale a retardé le projet. Les voisins de l'emplacement prévu ont exigé des études environnementales supplémentaires, affirmant qu'ils pensaient que l'installation nuirait aux zones voisines. Les politiciens de l'état se sont alors impliqués. Le gouverneur Paul LePage, préoccupé par la création d'emplois à Brunswick, a suggéré d'autres emplacements dans l'est du Brunswick. Plusieurs législateurs démocrates ont demandé à NNEPRA de construire ce centre dans une gare de triage existante au sud de Portland et de se concentrer sur le "produit de base" soit le service entre Boston et Portland. Les contestations judiciaires ont pris fin en janvier 2016.
Entre 2017 et 2018, la NNEPRA a construit une voie de dépassement de 6 km sur le tronçon à voie unique de 48 km entre Portland et Brunswick pour permettre une augmentation de trois à cinq allers-retours quotidiens entre Portland et Brunswick. L'augmentation à cinq allers-retours en semaine entre Boston et Brunswick (avec quatre allers-retours à Brunswick et un aller-retour à Portland le week-end) a eu lieu le 12 novembre 2018,.  Les cinq allers-retours le week-end ont commencé à être mis en place vers Brunswick le 20 mai 2019.
La NNERPA prévoit d'étendre de 9,7 km une voie d'évitement existante de 3,2 km à Wells, ce qui permettra un aller-retour quotidien supplémentaire entre Wells et Brunswick. La station de Wells sera modifiée avec un deuxième quai et une passerelle. En février 2020, la NNERPA a reçu une subvention fédérale de 16,9 millions de dollars pour le projet.
En juillet 2019, les autorités locales ont proposé la création d'une station à West Falmouth.

### Hiver 2015 et travaux
Le nombre de passagers du Downeaster, ses finances et la faible performance subie au premier semestre 2015 en raison d'un hiver exceptionnellement brutal et un projet de remplacement des traverses à grande échelle financé par la NNEPRA. Au cours de son exercice 2015 (de juillet 2014 à juin 2015), Amtrak a annulé 488 soit 13 %, de ses trains Downeaster réguliers. Les trains qui circulaient ont enregistré un taux de ponctualité de 30 %, soit moins de la moitié de la moyenne nationale qui était de 71 %. De plus, aucun train n'a été à l'heure en mai et seulement 8 % en juin. La fréquentation a chuté de 18,2 % (près de 100 000 passagers de moins) par rapport à l'année précédente.
Le Downeaster a repris ses horaires classiques le 1er août 2015, après l'achèvement des réparations de la voie. En décembre 2015, le Downeaster atteignait un pourcentage mensuel de ponctualité de 86 %, bien au-dessus de la moyenne nationale.

### Pandémie de Covid-19
En avril 2020, le Downeaster a été suspendu dans le cadre d'une série de réductions de service en réponse à la pandémie COVID-19. Un seul aller-retour a repris entre Boston et Brunswick le 15 juin 2020.

## Parcours

Carte du Downeaster

Le Downeaster emprunte des lignes appartenant à la Massachusetts Bay Transportation Authority (MBTA) entre la gare du nord de Boston et jusqu'à Haverhill. De là les lignes appartiennent à la Pan Am Railways et celles jusqu'à l'entrée de Brunswick où les voies menant à la gare appartiennent au Maine Department of Transportation (MaineDOT). Toutes ces lignes appartenaient à la Boston and Maine Corporation sauf une petite partie autour de Wilmington qui appartenait à la Boston and Lowell Railroad

### Connexions
- Portland : service de bus du Concord Coach Lines vers Bangor ; Greater Portland Metro Bus: Route 1 et BREEZ
- Haverhill : train de banlieue MBTA Haverhill Line : service
- Woburn : train de banlieue MBTA Lowell Line ; Bus Massport Logan Express pour l'aéroport international de Logan .
- Boston : transport rapide MBTA Green Line et Orange Line ; Ligne Fitchburg, ligne Lowell, ligne Haverhill et train de banlieue Newburyport/Rockport Line ; quatre bus locaux et bateaux-taxis

Le Downeaster est séparé du reste du système d'Amtrak car il n'y a pas de lien direct entre les différentes gares de Boston. Les passagers du Downeaster continuant au sud de Boston sur Amtrak peuvent prendre le métro MBTA pour Back Bay ou pour la gare du sud.

### Services
Le Downeaster propose deux classes de service : une voiture réservée et classe affaires. Tous les sièges sont équipés de prises électriques et Amtrak Connect (le service Wi-Fi d' Amtrak) est disponible. Tous les trains ont une voiture-café qui vend des collations, des repas légers, des boissons non alcoolisées et des boissons alcoolisées.
Certains trains Downeaster transportent des volontaires, coordonnés par Trainriders Northeast, pour informer les passagers sur les destinations, les attractions et les transferts.

### Extensions proposées

#### Lewiston–Auburn
En avril 2013, NNEPRA a annoncé qu'un plan visant à étendre le service passagers du Downeaster à Lewiston – Auburn, la deuxième plus grande métropole du Maine, serait publié plus tard dans l'année. En septembre 2016, la question de savoir si la ligne pourrait être construite demeure en suspens. La route suivie par le Downeaster est désignée par la Federal Railroad Administration comme un corridor ferroviaire à grande vitesse potentielle. Si le corridor du nord de la Nouvelle-Angleterre était financé et achevé comme proposé, les trains de voyageurs voyageraient à une vitesse maximale de 177 km/h entre Boston, Portland et Lewiston. Un plan pour le service ferroviaire de passagers entre Lewiston – Auburn et Portland est en cours d'élaboration et sera terminé en 2019. Ce serait la première fois que des trains directs feraient la liaison Lewiston-Portland depuis 1960,.

#### Rockland
Jusqu'en 2015, le Maine Eastern Railroad offrait un service d'excursion saisonnière à Rockland, qui se connectait au Downeaster à Brunswick. En octobre 2017, NNEPRA a annoncé son intention de prolonger le week-end in aller-retour du Downeaster jusqu'à Rockland à partir de 2018. Des arrêts intermédiaires seraient effectués à Bath, Wiscasset et Newcastle. Ce projet a été sabordé après qu'Amtrak n'a pas procédé à une évaluation des risques. Selon la NNEPRA, le soutien public demeure pour ce service étendu et des efforts sont en cours pour un essai en 2020.

#### Westbrook
Cette navette ferroviaire à l'étude relierait Commercial Street à Portland ce qui soutiendrait les investissements privés et atténuerait la congestion croissante des routes. Une étude de faisabilité menée par NNEPRA a estimé que la création d'un tel service coûterait environ 100 millions de dollars en infrastructure et en matériel roulant. Son fonctionnement coûterait entre 7 et 13 millions de dollars par an, selon le niveau de service.

## Matériel roulant

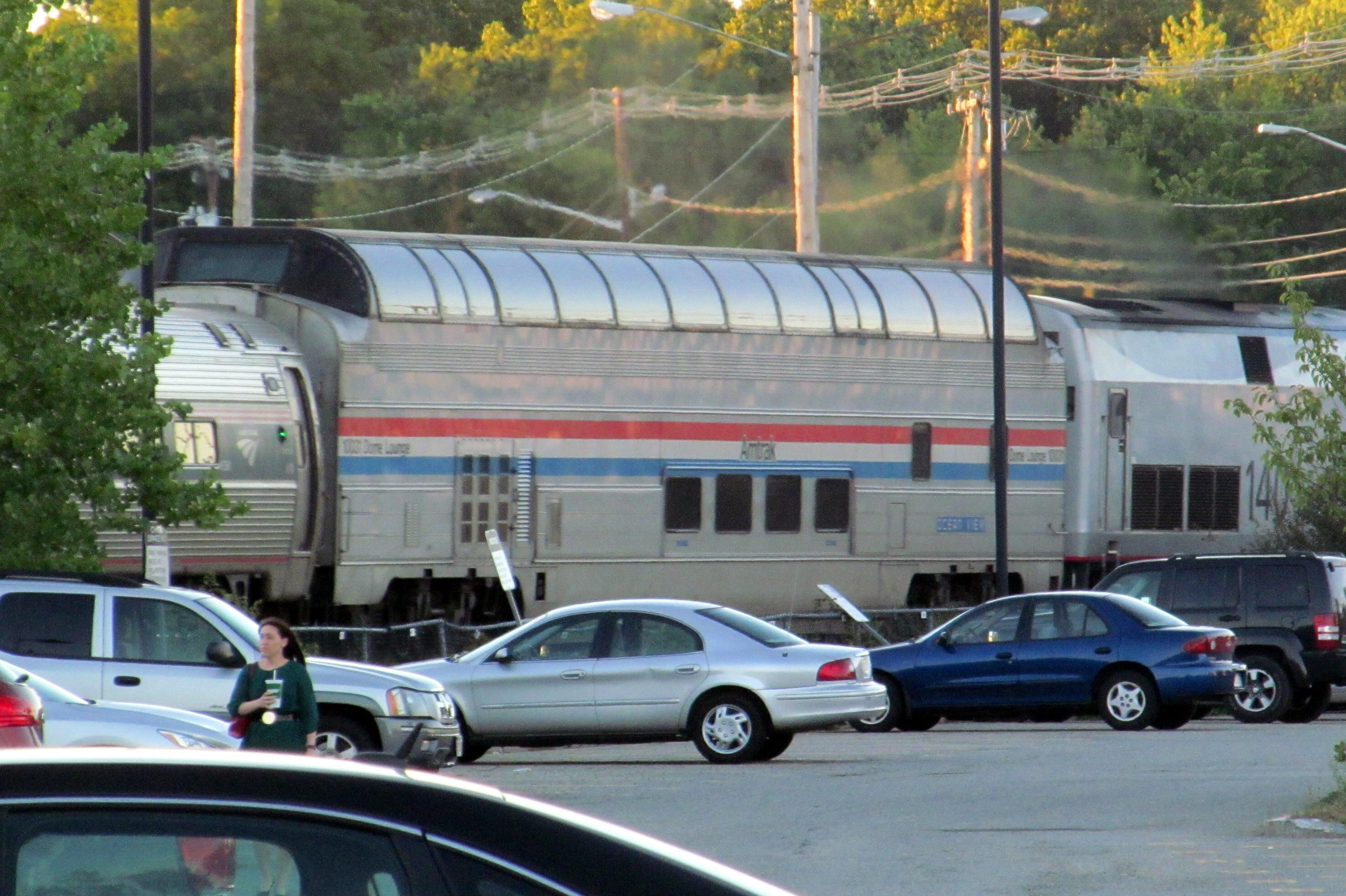
Le Downeaster équipé d'une voiture dôme en septembre 2016

Le Downeaster fonctionne généralement avec quatre voiture de passagers de type Amfleet et une voiture combiné A
affaire/bar Amfleet. La traction est fournie par un GE Genesis P42DC. Une ancienne locomotive F40PH est utilisé comme cabine de conduite à l'autre bout du train
La dernière voiture-dôme de la série Great Dome construite en 1955 a souvent été ajoutée au train en automne durant la saison des couleurs jusqu'à sa retraite en 2019.

## Financement et nombres de passagers
Entre décembre 2001 et 2005, le nombre de passagers annuel est passé de 250 000 à 300 000. Depuis 2005, le nombre de passagers a augmenté en moyenne de 13,1 % par an sauf pour l'année 2009 qui a vu une baisse de 4,7 % son nombre de voyageurs. Durant l'année 2008, le Downeaster était le service d'Amtrak avec la croissance la plus rapide avec une augmentation du nombre de passagers de 22,9 % par rapport à l'année précédente. La barre des 500 000 voyageurs a été dépassé en 2011. L'année est l'année où le Downeaster a transporté le plus de passagers avec 551 038 passagers soit 7,75 % de plus que l'année précédente. Les revenus ont également augmenté de 18,85 % à 10,2 millions de dollars.
La station la plus fréquentée de la ligne est la North Station à Boston. En partie en raison du succès du Downeaster, la North Station était en 2018 la 23e station Amtrak la plus fréquentée du pays et la cinquième la plus fréquentée de la Nouvelle-Angleterre (derrière les gares du corridor Nord-est soit la South Station, Providence, New Haven Union et Back Bay). La station la plus fréquentée dans le Maine est celle de Portland, tandis qu'Exeter est la gare la plus fréquentée du New Hampshire.
En 2013, les coûts d'exploitation s'élevaient à environ 15 millions de dollars par an dont 5,6 millions de dollars sont couverts par le financement de Congestion Mitigation and Air Quality (CMAQ), auxquels s'ajoute 8,1 millions de dollars de revenus et 1,8 million de dollars de subvention venant de l'État de Maine. 58 % de passagers se rendent à ou sont en provenance de l'État du Maine.

### Impact économique
Une étude réalisée en 2008 par le Center for Neighbourhood Technology, basé à Chicago, a suggéré que l'extension à Brunswick, combinée aux développements commerciaux le long du «Downeaster Corridor», pourrait générer plusieurs milliards de dollars d'investissements dans la construction et plus de 55 millions de dollars par an en recettes fiscales pour l'État du Maine.
En 2013, la Northern New England Passenger Rail Authority a estimé que le Downeaster a un impact économique annuel de 12 millions de dollars sur les visiteurs du Maine et emploie directement ou indirectement 200 personnes.